# 1974-es labdarúgó-világbajnokság (döntő)
Az 1974-es labdarúgó-világbajnokság döntőjét 1974. július 7-én rendezték 75 200 néző előtt a müncheni Olympiastadion-ban. Ez volt a labdarúgó-világbajnokságok történetének 10. fináléja. A döntőben Hollandia és a házigazda NSZK találkozott.
A világbajnoki címet az NSZK szerezte meg, miután 2–1-re megnyerte a mérkőzést.

## Út a döntőig

### Eredmények
| Csapat     | M | Gy | D | V | G+ | G– | Gk | P |
| ---------- | - | -- | - | - | -- | -- | -- | - |
| Hollandia  | 3 | 2  | 1 | 0 | 6  | 1  | +5 | 5 |
| Svédország | 3 | 1  | 2 | 0 | 3  | 0  | +3 | 4 |
| Bulgária   | 3 | 0  | 2 | 1 | 2  | 5  | –3 | 2 |
| Uruguay    | 3 | 0  | 1 | 2 | 1  | 6  | –5 | 1 |

| Csapat     | M | Gy | D | V | G+ | G– | Gk | P |
| ---------- | - | -- | - | - | -- | -- | -- | - |
| NDK        | 3 | 2  | 1 | 0 | 4  | 1  | +3 | 5 |
| NSZK       | 3 | 2  | 0 | 1 | 4  | 1  | +3 | 4 |
| Chile      | 3 | 0  | 2 | 1 | 1  | 2  | –1 | 2 |
| Ausztrália | 3 | 0  | 1 | 2 | 0  | 5  | –5 | 1 |

| Csapat    | M | Gy | D | V | G+ | G– | Gk | P |
| --------- | - | -- | - | - | -- | -- | -- | - |
| Hollandia | 3 | 3  | 0 | 0 | 8  | 0  | +8 | 6 |
| Brazília  | 3 | 2  | 0 | 1 | 3  | 3  | 0  | 5 |
| NDK       | 3 | 0  | 1 | 2 | 1  | 4  | –3 | 2 |
| Argentína | 3 | 0  | 1 | 2 | 2  | 7  | –5 | 0 |

| Csapat        | M | Gy | D | V | G+ | G– | Gk | P |
| ------------- | - | -- | - | - | -- | -- | -- | - |
| NSZK          | 3 | 3  | 0 | 0 | 7  | 2  | +5 | 6 |
| Lengyelország | 3 | 2  | 0 | 1 | 3  | 2  | +1 | 4 |
| Svédország    | 3 | 1  | 0 | 2 | 4  | 6  | –2 | 2 |
| Jugoszlávia   | 3 | 0  | 0 | 3 | 2  | 6  | –4 | 0 |

## A döntő részletei
| 1974. július 7. 16:00 CEST |

| Hollandia              | 1–2               | NSZK                               |
| ---------------------- | ----------------- | ---------------------------------- |
| Neeskens 2' (11-esből) | (1–2) Jegyzőkönyv | Breitner 25' (11-esből) Müller 43' |

| Olympiastadion, München Nézőszám: 75 200 Játékvezető: Jack Taylor (angol) |

| Hollandia | NSZK |

| HOLLANDIA:           |    |                         |
|                      |    |                         |
| GK                   | 8  | Jan Jongbloed           |
| DF                   | 20 | Wim Suurbier            |
| DF                   | 17 | Wim Rijsbergen 69'      |
| DF                   | 12 | Ruud Krol               |
| MF                   | 2  | Arie Haan               |
| MF                   | 6  | Wim Jansen              |
| MF                   | 13 | Johan Neeskens 40'      |
| MF                   | 3  | Willem van Hanegem 23'  |
| FW                   | 16 | Johnny Rep              |
| FW                   | 14 | Johan Cruijff 45'       |
| FW                   | 15 | Rob Rensenbrink 46'     |
| Cserék:              |    |                         |
| MF                   | 7  | Theo de Jong 69'        |
| FW                   | 10 | René van de Kerkhof 46' |
| Szövetségi kapitány: |    |                         |
| Rinus Michels        |    |                         |

| NSZK:                |    |                          |
|                      |    |                          |
| GK                   | 1  | Sepp Maier               |
| DF                   | 2  | Berti Vogts 4'           |
| DF                   | 5  | Franz Beckenbauer        |
| DF                   | 4  | Hans-Georg Schwarzenbeck |
| DF                   | 3  | Paul Breitner            |
| MF                   | 16 | Rainer Bonhof            |
| MF                   | 12 | Wolfgang Overath         |
| FW                   | 9  | Jürgen Grabowski         |
| FW                   | 13 | Gerd Müller              |
| FW                   | 14 | Uli Hoeneß               |
| FW                   | 17 | Bernd Hölzenbein         |
| Szövetségi kapitány: |    |                          |
| Helmut Schön         |    |                          |

| Partjelzők: Ramón Barreto Alfonso Gonzales Archundia |

| Az 1974-es labdarúgó-világbajnokság győztese |
| -------------------------------------------- |
| NSZK 2. cím                                  |

## Külső hivatkozások
- World Cup 1974 Archiválva 2012. március 6-i dátummal a Wayback Machine-ben